# Senecio exul
Senecio exul là một loài thực vật có hoa trong họ Cúc. Loài này được Hance miêu tả khoa học đầu tiên năm 1868.